# Арбанон
Арберія (1190—1255) — перше державне утворення албанців у місцях їх компактного проживання. Спочатку Арберія була невеликим феодальним князівством, яке проголосив албанський князь Прогон зі столицею в місті Круя. Географічно Арберія приблизно відповідала північній половині сучасної республіки Албанія.